# Етьєн Журд
Етьєн Журд (фр. Étienne Jourde, 3 січня 1890 — 17 жовтня 1921) — французький футболіст, що грав на позиції півзахисника, зокрема за національну збірну Франції.

## Клубна кар'єра
У дорослому футболі дебютував 1909 року виступами за команду «КА Вітрі», в якій провів чотири роки. 
1913 року перейшов до команди «КАСЖ», у якій встиг відіграти один рік до початку Першої світової війни.

## Виступи за збірну
1910 року дебютував в офіційних матчах у складі національної збірної Франції. Протягом наступних п'яти років провів у її формі 8 матчів, забивши 1 гол.
Помер 17 жовтня 1921 року на 32-му році життя.
| Дата       | Місто    | Господарі | Результат | Гості     | Турнір           | Голи | Примітки |
| ---------- | -------- | --------- | --------- | --------- | ---------------- | ---- | -------- |
| 03/04/1910 | Жантії   | Франція   | 0 – 4     | Бельгія   | товариський матч | -    |          |
| 16/04/1910 | Брайтон  | Англія    | 10 – 1    | Франція   | товариський матч | -    |          |
| 15/05/1910 | Мілан    | Італія    | 6 – 2     | Франція   | товариський матч | -    |          |
| 30/04/1911 | Брюссель | Бельгія   | 7 – 1     | Франція   | товариський матч | -    |          |
| 17/03/1912 | Турин    | Італія    | 3 – 4     | Франція   | товариський матч | -    |          |
| 25/01/1914 | Лілль    | Франція   | 4 – 3     | Бельгія   | товариський матч | 1    |          |
| 08/03/1914 | Париж    | Франція   | 2 – 2     | Швейцарія | товариський матч | -    |          |
| 31/05/1914 | Будапешт | Угорщина  | 5 – 1     | Франція   | товариський матч | -    |          |
| Усього     |          | Матчів    | 8         |           | Голів            | 1    |          |